# Diocesi di Tolemaide di Libia
La diocesi di Tolemaide di Libia (in latino: Dioecesis Ptolemaidensis in Libya) è una sede soppressa del patriarcato di Alessandria e una sede titolare della Chiesa cattolica.

## Storia
Tolemaide di Libia, le cui rovine si trovano nei pressi della città libica di Tolmeita, è un'antica sede episcopale della provincia romana della Libia Pentapolitana (Cirenaica), sottomessa al patriarcato di Alessandria.
La città, che conobbe il cristianesimo fin dai suoi albori, fu la patria del sacerdote Ario, fondatore del movimento le cui dottrine religiose furono condannate come eretiche nel primo Concilio di Nicea.
L'ultimo vescovo di Tolemaide menzionato dalle fonti è Gabriele (VI secolo) che si firma Gabrielis Pentapolis archiepiscopi.
Dal XIX secolo Tolemaide di Libia è annoverata tra le sedi vescovili titolari della Chiesa cattolica; la sede è vacante dal 24 giugno 2021.

## Cronotassi

### Vescovi
- Basilide † (menzionato nel 260 circa)
- San Teodoro †
  - Secondo † (prima del 321 - 325 deposto) (vescovo ariano)
  - Stefano † (? Successo - circa 360 deposto) (vescovo ariano)
  - Siderio † (amministratore apostolico)
- Sinesio di Cirene † (circa 407 - 413 deceduto)
- Evopzio † (menzionato nel 431)
- Giorgio ? † (menzionato nel 553)[1]
- Gabriele †

### Vescovi titolari
I vescovi di Tolemaide di Libia appaiono confusi con i vescovi di Tolemaide di Tebaide, perché nelle fonti citate le cronotassi delle due sedi non sono distinte.
- Raffaele Virili † (14 gennaio 1915 - 9 marzo 1925 deceduto)
- Cesare Orsenigo † (23 giugno 1922 - 1º aprile 1946 deceduto)
- Carlo Angeleri † (7 agosto 1948 - 22 maggio 1979 deceduto)
- Cyril Vasiľ, S.I. (7 maggio 2009 - 24 giugno 2021 nominato arcieparca, titolo personale, di Košice)